# Konstantin Rodzajevski

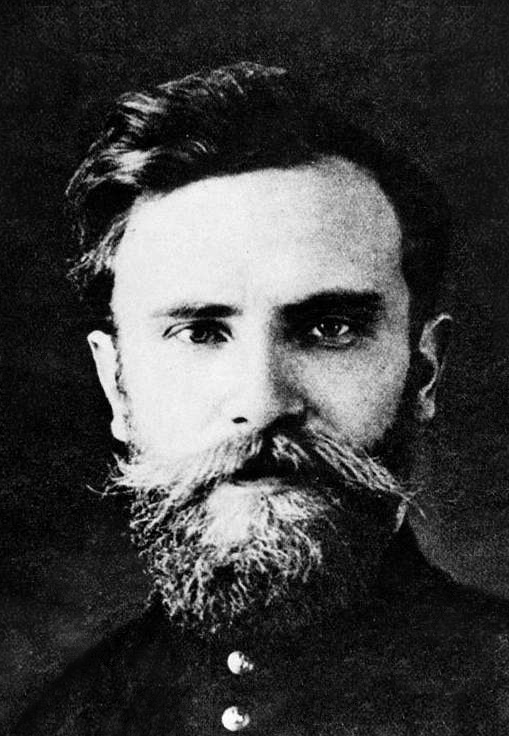
Konstantin Rodzajevski

Konstantin Vladimirovitsj Rodzajevski (Russisch: Константин Владимирович Родзаевский) (Blagovesjtsjensk, 11 augustus 1907 - Loebjanka, 30 augustus 1946) was een Russisch fascistisch politicus.

## Biografie
Konstantin Rodzajevski werd geboren aan de Russische zijde van de Amoer. Zijn ouders waren bemiddelde leden van de Siberische bourgeoisie. Zijn vader was advocaat.
In 1925 vluchtte hij na de arrestatie van moeder en twee zusters door de OGPU naar Mantsjoerije (China). In 1928 vluchtten ook Konstantins broer en vader naar Mantsjoerije. In Harbin ging Rodzajevski rechten studeren en sloot hij zich aan bij de Russische Fascistische Organisatie. Op 26 mei 1931 werd hij gekozen tot secretaris-generaal van de Russische Fascistische Partij. In 1934 fuseerde de Russische Fascistische Partij met de Russische Fascistische Organisatie en werd Rodzajevski haar vozhd (= Leider). Harbin - het Moskou van het Verre Oosten - werd het centrum van Russische emigrés. De Russische Fascisten creëerden een soort Internationale met een hoofdkantoor in Harbin. Vervolgens werden er kantoren in 26 verschillende landen geopend, met het voornaamste kantoor - buiten het hoofdkantoor in Harbin - in New York.
Rodzajevski stond aan het hoofd van ruim 12.000 volgelingen en hij liet zich omringen door bodyguards. De Russische Fascisten droegen zwarte uniformen en men gebruikte naast het hakenkruis symbolen uit het oude Russische Keizerrijk van de tsaren. De Russische Fascistische Partij was gemodelleerd naar de Nationale Fascistische Partij in Italië. En Rodzajevski's grote voorbeeld was Benito Mussolini.
De fascisten plaatsten een groot hakenkruis van neonverlichting in Manzhouli, drie km verwijderd van de Russische grens. Het hakenkruis was dag en nacht verlicht en bedoeld als provocatie van de regering van de Sovjet-Unie.
Rodzajevski schreef veel artikelen in de fascistische kranten Onze Weg en De Natie. Ook was hij de auteur van de brochure Judas' Einde en het boek Hedendaagse Judaïsering of de Joodse Kwestie in de XXste Eeuw.
Tijdens de Japanse bezetting van Mantsjoerije (1931-1945) verzorgde hij de indoctrinatie van de Asano Divisie, de Witte Russische divisie van het Kanto-leger (het Japanse leger in Mantsjoerije). Rodzajevski dacht dat er een grote toekomst voor hem was weggelegd en dat hij met hulp van het Japanse leger en het Russische Witte Leger van generaal Kislistin Rusland zou veroveren en er fascistische dictatuur zou kunnen stichten. Het liep echter anders, Japan capituleerde en Rodzajevski's Russische Fascistische Staat kwam niet van de grond. In 1945 stuurde Rodzajevski de Sovjet-Russische regering een brief waarin hij zijn spijt betuigde en Stalin als de leider van de Sovjet-Unie erkende. Hij zag het Stalinisme als een vorm van fascisme, ontdaan van extremistische excessen. Stalin was in Rodzajevski's ogen de man die Rusland kon redden. In de brief betuigde hij zijn spijt dat hij nooit eerder had gezien dat de Russen al jarenlang "een geniale leider" hadden, namelijk "Kameraad J.V. Stalin." Rodzajevski maakte gelijk zijn terugkeer naar de Sovjet-Unie.
De regering van de USSR beloofde Rodzajevski een baan bij een krant. Hij werd echter samen met Lev Okhotin gearresteerd en opgesloten. Rodzajevski werd ter dood veroordeeld en op 30 augustus 1946 in Loebjanka geëxecuteerd.